# Денинг (Арканзас)
Денинг (енгл. Denning) град је у америчкој савезној држави Арканзас.

## Демографија
По попису из 2010. године број становника је 314, што је 44 (16,3%) становника више него 2000. године.
| Група             | 2000.       | 2010.       |
| Белци             | 251 (93,0%) | 299 (95,2%) |
| Афроамериканци    | 1 (0,4%)    | 3 (1,0%)    |
| Азијати           | 5 (1,9%)    | 0 (0,0%)    |
| Хиспаноамериканци | 6 (2,2%)    | 7 (2,2%)    |
| Укупно            | 270         | 314         |